# Meg Whitman

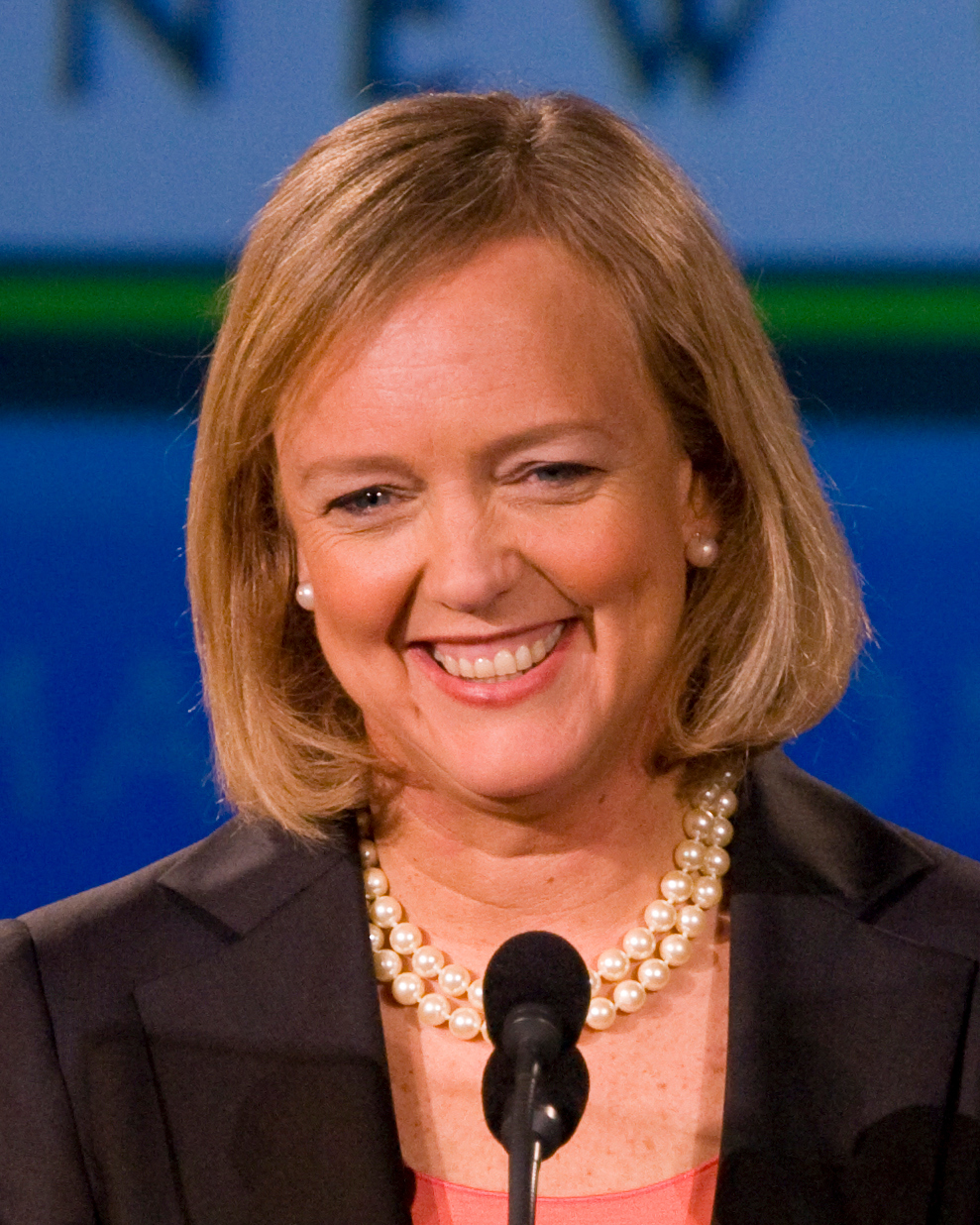
Meg Whitman på Tech Museum i San Jose 2009.

Margaret Cushing "Meg" Whitman, född 4 augusti 1956 i Huntington, New York, är en amerikansk företagsledare, tidigare politisk kandidat och filantrop. Hon är mest känd för sin tid som eBays VD från 1998 till 2008 då hon ökade omsättningen från $5,7 miljoner till $8 miljarder. Hon var därefter VD för Hewlett-Packard från 2011 till 2015. År 2015 delades bolaget i två företag, till HP Inc. och Hewlett-Packard Enterprise. Det sistnämnda var hon fortsatt VD för till februari 2018. År 2017 blev Whitman utsedd till en av världens 100 mest inflytelserika kvinnor i världen då hon hamnade på en 12:e plats på Forbes "List of the 100 Most Powerful Women in the World".

## Utbildning
Whitman gick på Cold Spring Harbor High School i Cold Spring Harbor, New York, och tog examen efter tre år, år 1974. I sina memoarer berättar hon att hon var topp 10 i klassen. Hon ville bli doktor när hon växte upp och valde därför att studera matte och naturvetenskap på Princeton University. Dock, efter att ha tillbringat en sommar med att sälja reklam för en tidning, bytte hon till ekonomi vilket hon tog en kandidatexamen i år 1977. År 1979 tog hon även en masterexamen i ekonomi på Harvard University. Tidigt år 2002 donerade Whitman och hennes man $30 miljoner till Princeton.

## Privatliv
Whitman gifte sig med en läkarstudent vid Harvard universitet vid namn Griffith Harsh IV som specialiserat sig inom neurokirurgi.  På grund av hans specialisering var de tvungna att flytta till San Francisco. Där fick Whitman jobb på Bain & Company, vilket är ett globalt management konsultbolag. Hon fick även barn under 1980-talet.

## eBay
Whitman började jobba på eBay under mars 1998 då företaget endast hade 30 anställda och en omsättning på $4,7 miljoner. Under hennes tid som VD på eBay växte företaget till att ha ungefär 15,000 anställda och en omsättning på $8 miljarder år 2008.  Då hon ansåg att hemsidan var förvirrande började hon med att utse en ny ledningsgrupp. Hon organiserade också om företaget genom att dela upp det i 23 kategorier.
Whitman avgick som VD för eBay i november 2007, men fortsatte sitta i styrelsen och jobbade som rådgivare för eBays nya VD John Donahoe till senare delen av 2008.